# Wapen van de heerlijkheid Cadier

Het wapen van Cadier werd officieel op 15 september 1819 aan de Nederlands Limburgse heerlijkheid Cadier verleend. De heerlijkheid is als gemeente in 1825 opgegaan in de gemeente Cadier en Keer.

## Blazoenering
De blazoenering van het wapen luidt als volgt:
Van groen, beladen met een berg van zilver.
Het wapen is geheel groen, in de heraldiek meestal sinopel genoemd, van kleur met daarop een zilverkleurige berg. De berg staat niet op een ondergrond afgebeeld.

## Geschiedenis
De herkomst van het wapen is niet geheel duidelijk. Het wapen komt in de 18e eeuw voor het eerst voor op een zegel van de schepenbank van Cadier. Voor dit zegel werd een ander gebruikt, waarop een kruis staat met aan weerszijden een schildje. Naast de heerlijkheid gebruikte ook de gemeente Cadier het wapen. Tot 1964 gebruikte ook Cadier en Keer het wapen. Het heerlijkheidswapen is in 1964 opgenomen in het wapen van Cadier en Keer.

## Overeenkomstig wapen

Het wapen van Cadier en Keer

Aagtekerke
· Baak
· Bennebroek
· Blitterswijk
· Cadier
· Cleverskerke
· De Vuursche
· Dorenweerd
· Geersdijke
· Hemmen
· Hensbroek
· Hoogkerk, Leegkerk en Dorkwerd
· Kattendijke
· Kerkwijk
· Laag Nieuwkoop
· Lede en Oudewaard
· Lichtenberg
· Limmen
· Nederveen-Cappel
· Oostwaard
· Oostcapelle
· Poortvliet
· Sint Philipsland
· Verwolde
· Wanssum
· Westervoort
· Wisch
· Wiskerke
· Zaanen